# 보호 관심 병사
보호관심병(保護關心兵)은 군 생활 적응이 힘들거나 심리적으로 문제가 있어 특별 관리하는 병사를 말한다. 간단히 관심병사 이라고도 한다. 2015년 2월 16일부터 장병 병영생활 도움제도로 명칭이 바뀌어 도움병사, 배려병사로 변경되었다.
주로 입대 전 병무청 신체검사에서의 인성검사나 입대 초기 가입소 기간에 행해지는 인성검사, 군 생활 중 지휘관과의 면담 등을 통해서 선별된다.
관심병은 지휘관과의 면담과 비전캠프, 그린캠프에 지속적으로 참여 하게 되는데 이것을 학교로 치자면 학급 담임교사가 해당학생이 교실적응에 어울리지 못하거나 문제아로 드러날경우 특수학급으로 보내는 것과 마찬가지다.
지휘관과의 면담은 일주일에 이병은 4회, 일병 3회, 상병 2회, 병장은 1회로 실시하며, 일반적으로 관심병사는 주 4회 정도 하기를 권장하고 있다. 그러나 이를 지키는 지휘관은 드물며, 병사들의 고민 상담을 하면 후 생활지도기록부 등에 기록하지만 관리는 그것으로 끝나기 때문에 지휘관의 책임의식 결여에 대한 지적이 따른다. 왜냐하면 사고가 발생하여도 상담기록만 있으면 지휘관의 책임은 경감되기 때문이다.
또 관심 병사로 분류되는 것은 병들 사이에서 해병대의 기수 열외와 동일한 대우를 받게 될 때도 있어 가급적 기피하고 있다.
이러한 관심 병사가 생기는 원인은 웬만한 남성은 의무적으로 군복무시키는 대한민국식 징병제 때문이다. 이 때문에 현역으로 군복무를 하면 안되는 인원이 군대에 유입되고 그러한 인원이 보호 관심 병사가 되는 것이다.

## 같이 보기
- 심리학
- 기수열외
- 징병제
- 부조리
- 집단따돌림
- 강화도 해병대 총기 난사 사건
- 강원도 고성 군부대 총기 난사 사건
- 연천 530GP 사건
- 경기도 연천 의무병 살인사건